# Burg Wildenberg (Falera)

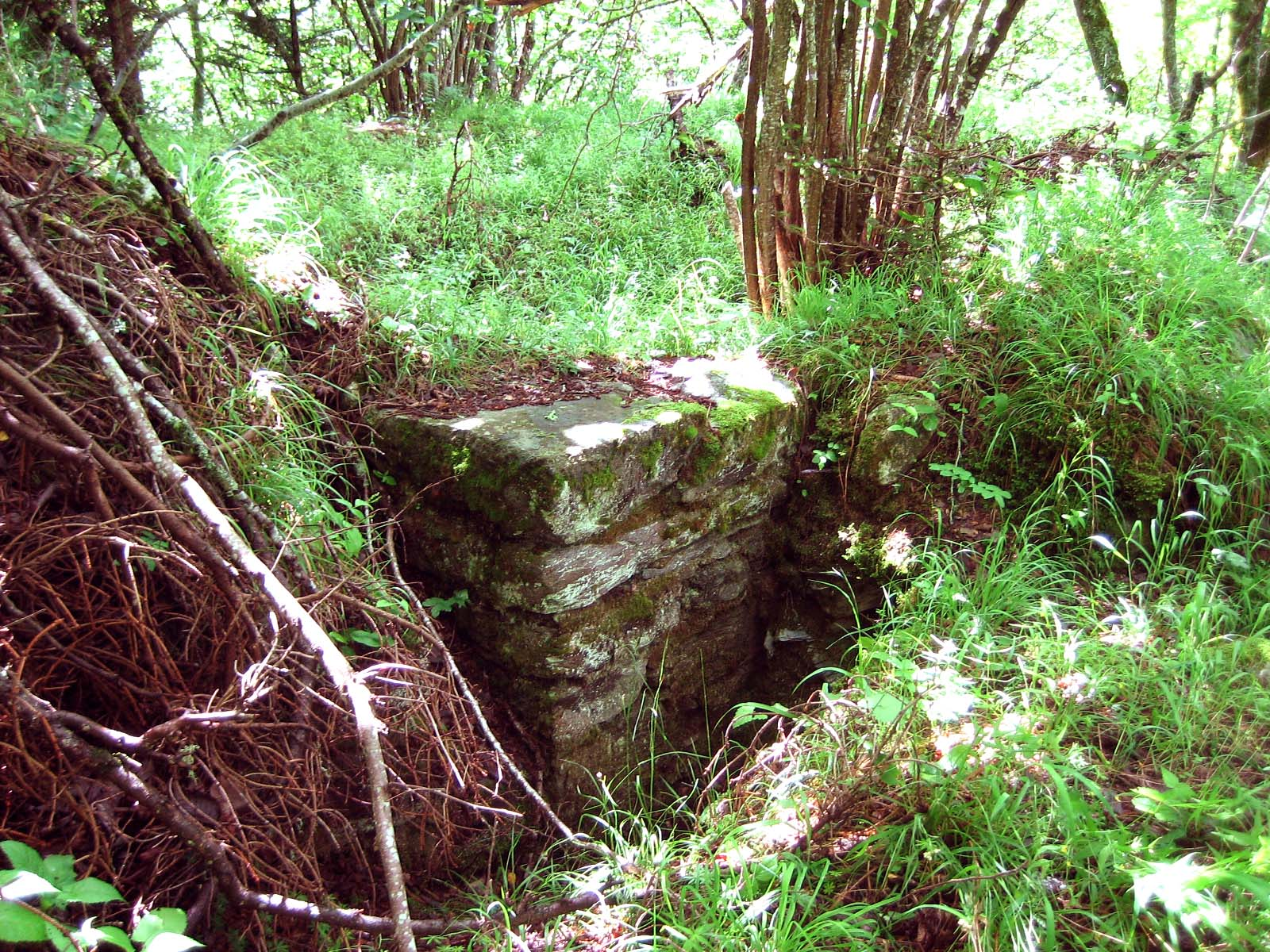
Mauerecke

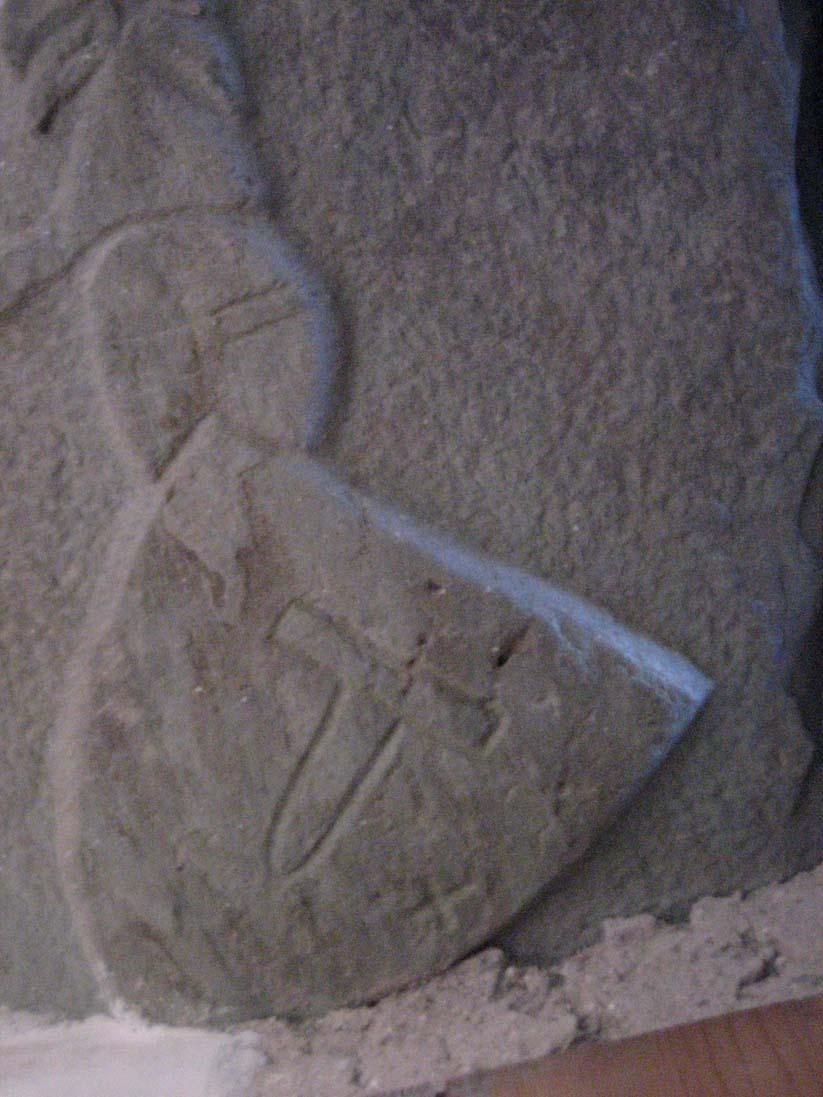
Grabplatte der von Rink aus dem 14. Jahrhundert in der Kirche St. Remigius von Falera

Die Ruine der ehemaligen Burg Wildenberg liegt auf dem Gebiet des Dorfes Falera in der Surselva im schweizerischen Kanton Graubünden. Der deutsche Name geht vermutlich auf einen Besitz der Familie im süddeutschen Raum zurück. Auf Rätoromanisch heisst die Burg Casti da Chischlatsch.

## Lage
Die Ruine der Höhenburg liegt auf 1100 m ü. M. westlich unterhalb des Dorfes Falera auf zwei Hügelkuppen am linken Rand des Tobels „Val da Schluein“.

## Anlage
Vor der einstigen langgestreckten Anlage sind kaum noch Mauerreste erhalten geblieben, so dass genauere Zusammenhänge nicht mehr auszumachen sind; zudem ist der ganze Hügel stark überwachsen. Ein deutlich erkennbarer Halsgraben teilte die Anlage in zwei Teile, wobei im oberen nördlichen Teil die Hauptburg vermutet wird. Im unteren Teil standen vermutlich landwirtschaftliche Gebäude.
Das südliche Plateau war von einer Ringmauer umgeben, von der noch spärliche Reste erhalten sind. Innerhalb der Mauer bemerkte Poeschel noch zwei Zisternen, die heute aber nicht mehr zu erkennen sind.
Am südöstlichen Fuss des Hügels, im Bereich des Grabens, fanden sich noch in den 1970er Jahren Mauerspuren, die auf eine Verbindung der beiden Teile schliessen lassen. Heute ist davon nichts mehr zu sehen.

## Geschichte
Die Herren von Wildenberg waren ein edelfreies Adelsgeschlecht des Vorderrheintales. Sie waren verwandt mit den Frauenberg vom benachbarten Ruschein, mit den Greifenstein von Filisur, mit den Montalt, Belmont, alles Verzweigungen der karolingischen Freiherren von Sagogn und hatten umfangreichen Besitz um Falera, in Waltensburg und im Engadin. In Zernez steht heute noch das Schloss Wildenberg.
1126 gründete Hemma von Wolfertschwende, Tochter des Hatto, zusammen mit ihrem Sohn Cuno von Wildenberg das Kloster Rot. 1257 sind die Wildenberger als Vögte des Klosters Disentis bezeugt.
Mit Heinrich von Wildenberg starb das Geschlecht 1302 im Mannesstamm aus. Über die Erbtochter Anna von Wildenberg, die mit dem Disentiser Klostervogt Hugo von Werdenberg verheiratet war, kam die Burg 1319 durch Erbschaft in den Besitz der Grafen von Werdenberg-Heiligenberg. Welchen Weg die Güter und Rechte der Wildenberg unter den Werdenberg-Heiligenberg nahmen, ist aufgrund der dünnen Quellenlage schwierig abzuschätzen.
Urkundlich wird die Burg Wildenberg nicht erwähnt. Möglicherweise wurde sie schon früh verlassen, als die Herren von Wildenberg Vögte des Klosters Pfäfers wurden und ihre Tätigkeit in den Sarganser Raum verlegten. Erwähnt werden 1182 in einer Papsturkunde eine villa Wilperch und 1325 ein gut ze Wildenberg; welche Örtlichkeiten jedoch damit gemeint waren, ist unklar.
Um 1408 war Wildenberg im Besitz der aus der Surselva stammenden Adelsfamilie Ringg von Baldenstein; vermutlich war die Burg damals jedoch bereits eine Ruine. Schon am 24. Februar 1397 siegelte ein Ritter Hans Ringg eine Urkunde mit seinem Siegel S[IGILLUM] IOHANIS DI[CT]I PASSEL. Für die Identität der Ringg und Passell (auch Phasell oder Phiesel) liefert das Siegel des Hans Ringg den endgültigen Beweis. Simon Ringg «von Wildenberg» heiratete die Erbtochter des Herrn auf Baldenstein Ulrich von Stain und legte sich das Prädikat «von Baldenstein» zu. Das Prädikat «von Wildenberg» wurde von den Ringg fallen gelassen.
Dass eine Verbindung derer von Rink mit Falera bestand, zeigt der Grabstein mit dem Wappen der Rink, der als Türsturz über dem Eingang zum Turm in der Kirche St. Remigius von Falera eingebaut ist. Es stellt einen Achsnagel dar. Dessen lateinische Bezeichnung «paxillus» ist der Ursprung des Familiennamens Passell.